# Cogua (ort)
Cogua är en ort i Colombia.   Den ligger i departementet Cundinamarca, i den centrala delen av landet, 50 km norr om huvudstaden Bogotá. Cogua ligger 2 631 meter över havet och antalet invånare är 4 755.
Terrängen runt Cogua är lite bergig. Runt Cogua är det ganska tätbefolkat, med 124 invånare per kvadratkilometer. Närmaste större samhälle är Zipaquirá, 5,1 km sydväst om Cogua. Omgivningarna runt Cogua är en mosaik av jordbruksmark och naturlig växtlighet.